# Leptocentrus manilaensis
Leptocentrus manilaensis är en insektsart som beskrevs av William D. Funkhouser 1927. Leptocentrus manilaensis ingår i släktet Leptocentrus och familjen hornstritar. Inga underarter finns listade i Catalogue of Life.